# 権現山古墳 (姫路市)
権現山古墳（ごんげんやまこふん）は、兵庫県姫路市砥堀（とほり）にある古墳。形状は方墳。姫路市指定史跡に指定されている。

## 概要
兵庫県南部、市川中流域西岸の山麓（標高36.9メートル）に築造された古墳である。1976年（昭和51年）に発掘調査が実施されている。
墳丘周囲は改変されているが、墳形は方形で、南北約30メートル・東西約24メートルを測る（ただし円墳の可能性も残る）。墳丘裾部では列石とみられる礫が検出されているほか、墳丘周囲では西側で幅4-5メートルの周溝が認められている。埋葬施設は片袖式の横穴式石室で、南方向に開口する。凝灰岩の巨石を使用した大型石室で、石室全長約14メートルを測り、姫路市内では最大級の規模として注目される。石室内の副葬品は詳らかでない。築造時期は、古墳時代終末期の7世紀中葉ごろと推定される。
古墳域は1973年（昭和48年）に姫路市指定史跡に指定されている。現在は上砥堀公園内で公開されている。

## 遺跡歴
- 1973年（昭和48年）4月6日、姫路市指定史跡に指定。
- 1976年（昭和51年）、公園造成に伴う発掘調査[1]。

## 埋葬施設

石室俯瞰図

石室展開図

埋葬施設としては片袖式横穴式石室が構築されており、南方向に開口する。石室の規模は次の通り。
- 石室全長：約14メートル
- 玄室：長さ3.8メートル（西側）・4.1メートル（東側）、幅1.9メートル（奥壁）・2.0メートル（玄門付近）、高さ約2.6メートル
- 羨道：長さ約10メートル、幅1.7-1.8メートル

石室の石材は凝灰岩で、巨石を使用する。玄室の平面形はやや平行四辺形状である。奥壁は巨石1枚を立て、側壁は巨石1石を基底とした上に大石を1・2段積む。天井石は3枚。袖石には正方形に近い大石の上に横長の石材を補う。羨道は長大で、平面形は開口部に向かってわずかに開く。側壁は大石の3・4段積みで、東側奥のみ巨石を基底に据える。天井石は4枚で、奥3枚は水平であるが手前1枚は1段高く架ける。
石室の形態としては新しい様相であり、巨石の使用・方形袖石・外開き羨道・羨道最前の1段高い天井石に、畿内の「岩屋山式石室」との共通点が認められる。

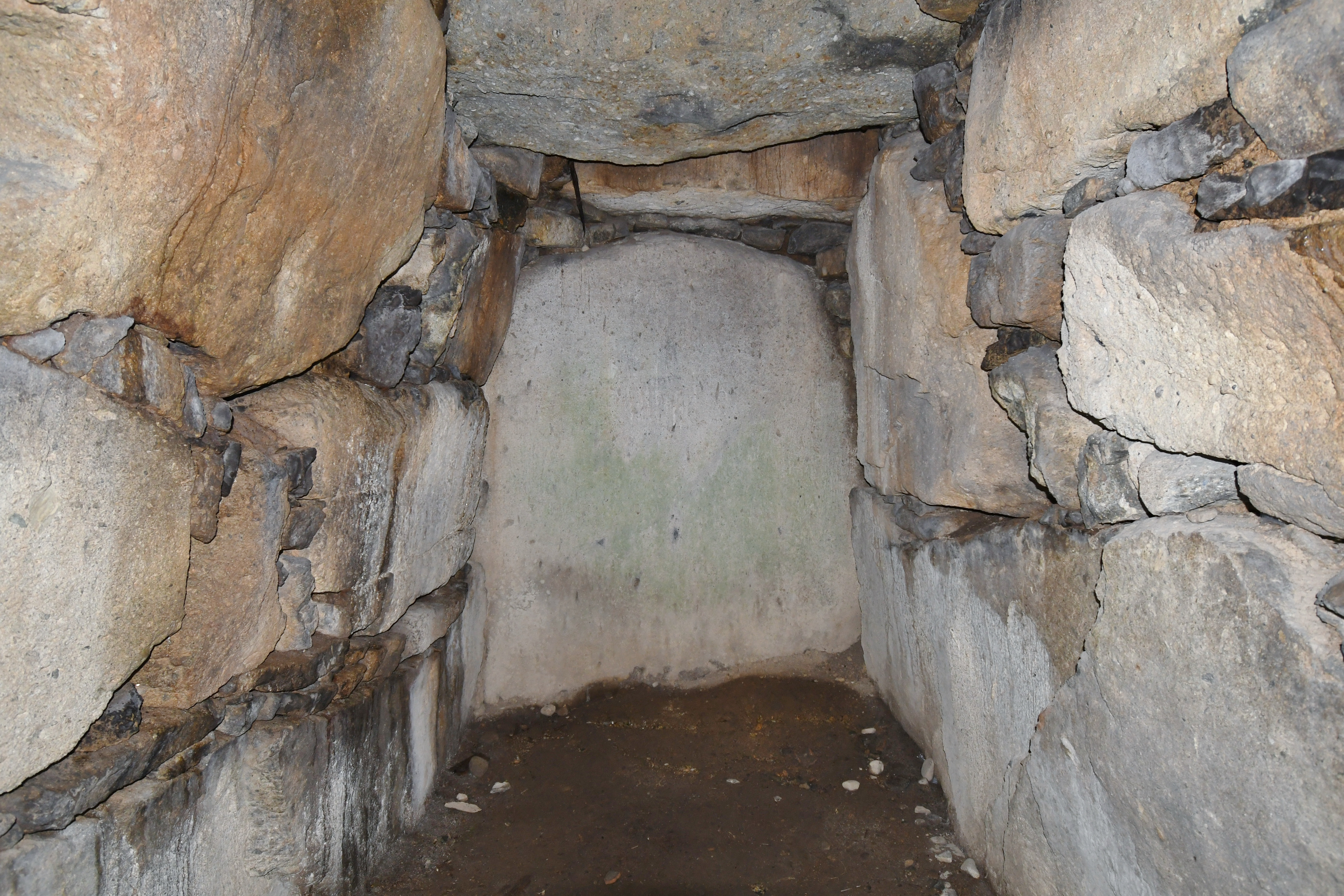
玄室（奥壁方向）
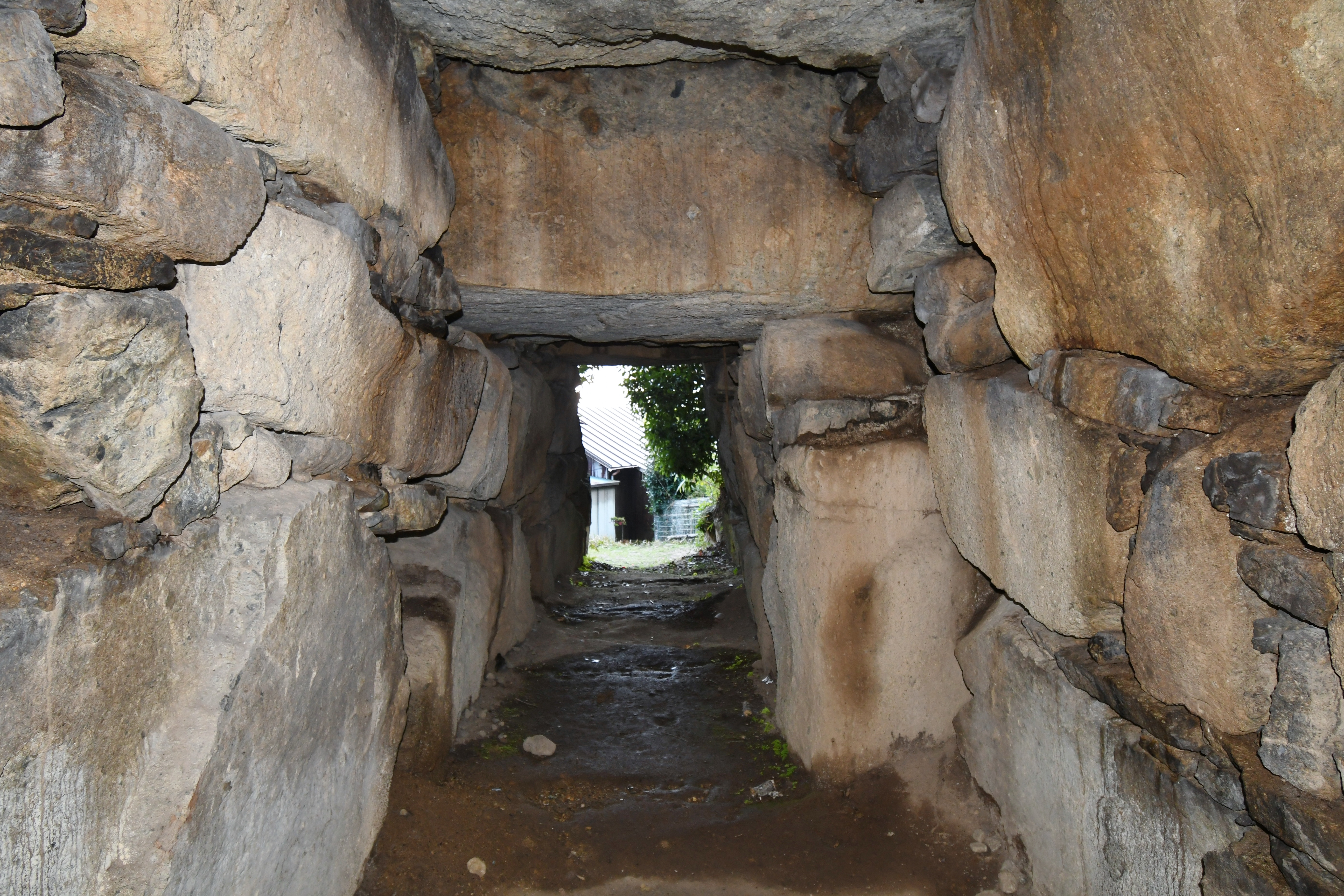
玄室（開口部方向）
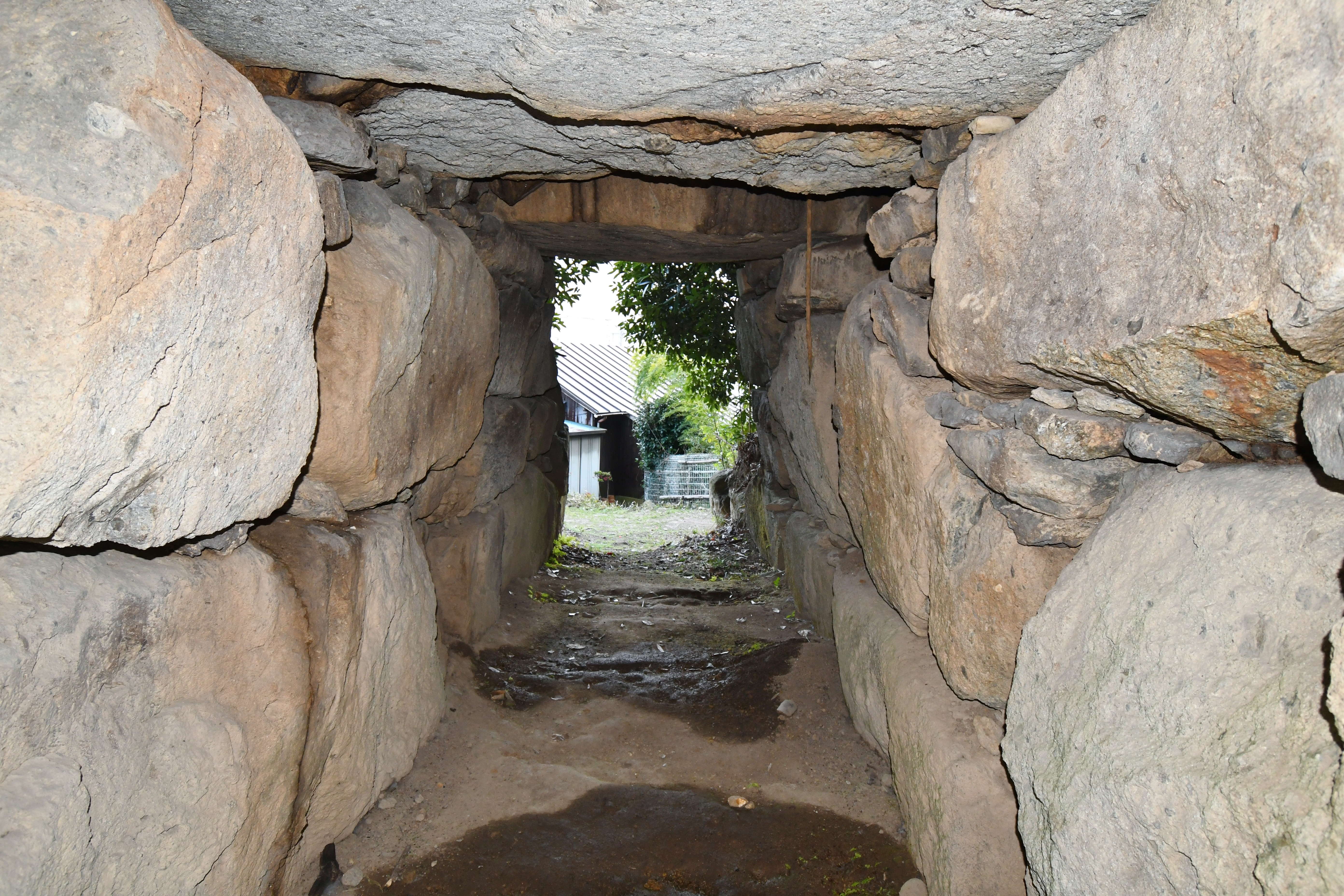
羨道（開口部方向）
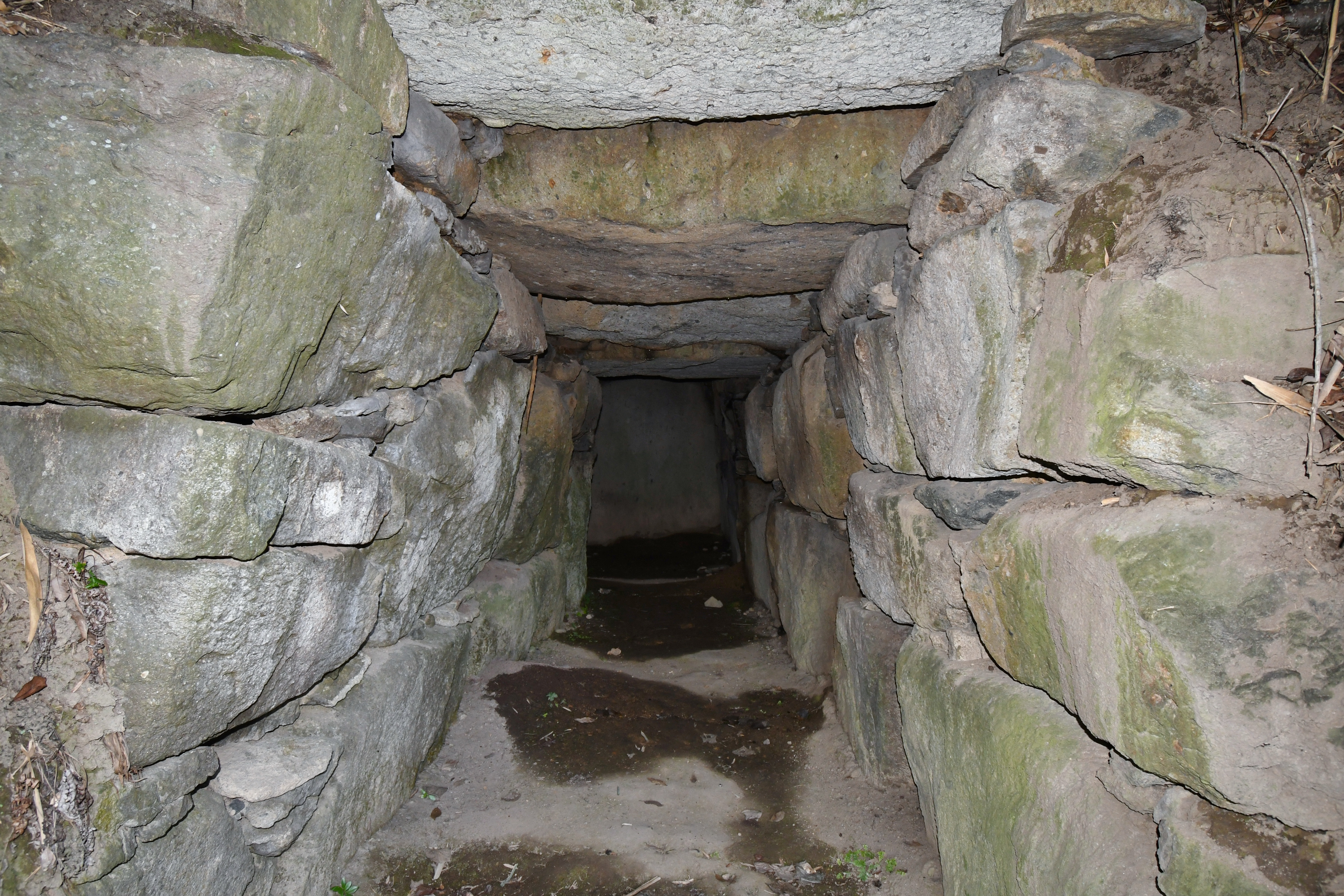
羨道（玄室方向）
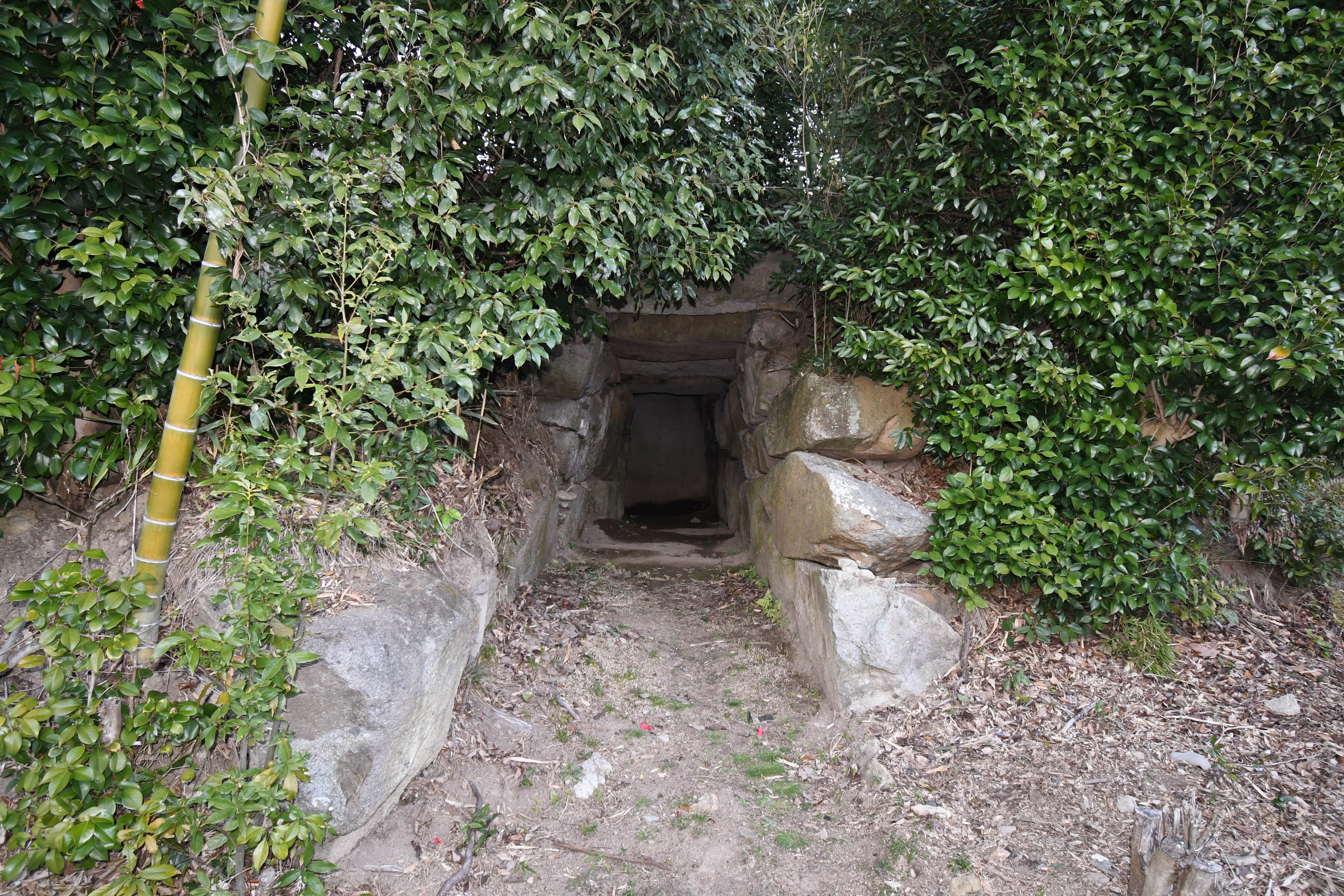
開口部
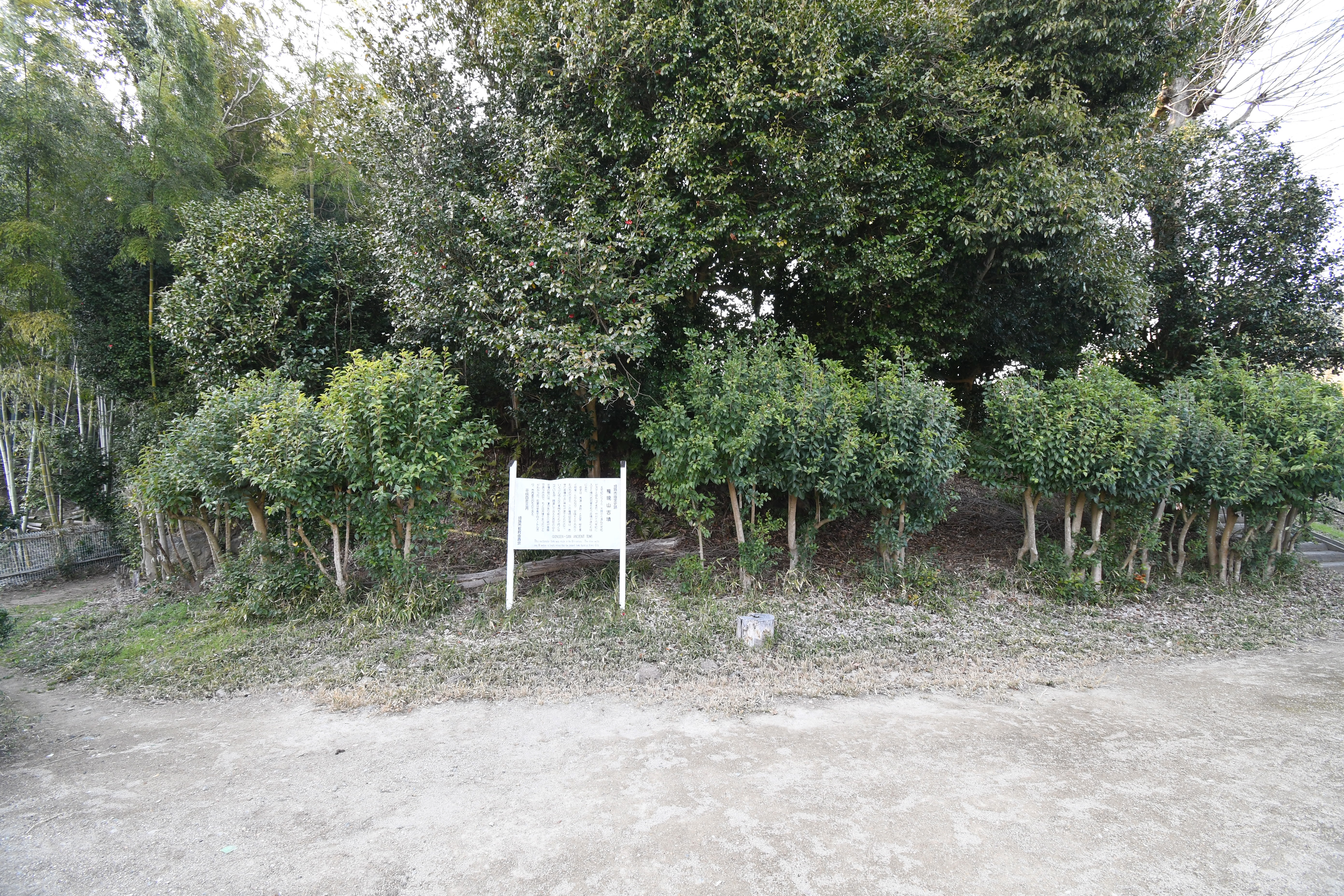
墳丘（東側）

## 文化財

### 姫路市指定文化財
- 史跡
  - 権現山古墳 - 1973年（昭和48年）4月6日指定。